# Pat Spencer
Patrick "Pat" Andrew Spencer (North Wales, 4 de julho de 1996) é um jogador norte-americano de basquete profissional que atualmente joga no Golden State Warriors da National Basketball Association (NBA) e no Santa Cruz Warriors da G-League.
Ele jogou basquete universitário pelo Universidade do Noroeste e também foi jogador universitário de lacrosse pelo Loyola University Maryland.

## Carreira no ensino médio
Spencer frequentou a Boys' Latin School of Maryland, onde destacou-se no lacrosse e no basquete. Em seu último ano, ele teve médias de 14,3 pontos, 8,1 rebotes, 6,1 assistências e 2,3 roubos de bola. Em seu segundo ano, ele tinha 1,68m e jogava no time júnior de lacrosse. No seu terceiro ano, ele cresceu para 1,88m e 86kg, jogando no time de lacrosse.

## Carreira universitária

### Lacrosse
Durante os quatro anos de Spencer em Loyola University Maryland, a equipe acumulou um recorde de 49 vitórias e 19 derrotas, com a equipe de 2016 alcançando um recorde de 14-4 e chegando às semifinais do Torneio da NCAA.
Spencer detém o recorde universitário de lacrosse de assistências com 231, além do recorde da Patriot League por pontos na carreira com 380. Ele recebeu o Prêmio de Jogador Nacional do Ano e o Prêmio Jack Turnbull como o melhor atacante do país em 2019. Spencer também recebeu o Tewaaraton Award, considerado o Heisman Trophy do lacrosse universitário em seu terceiro ano.
Em seu último ano, ele também ficou em segundo lugar na lista de todos os tempos de pontos. Em 2016, ele foi homenageado como calouro do ano pela liga. Ele se formou em Loyola com um Bacharelado em Finanças de Negócios.
Em uma entrevista conduzida por Paul Carcaterra, analista de jogos de lacrosse e repórter de campo da ESPN, ele conversou sobre lacrosse universitário e seu histórico no basquete. Paul pergunta: "Quão grande foi o impacto do basquete na sua carreira no lacrosse?" Pat respondeu: "Definitivamente um grande impacto, acho que toda vez que você joga outro esporte, muito disso se transfere." Mais tarde, Spencer acrescentou: "Basquete e lacrosse são muito similares, em termos de enfrentar e tentar atrair um jogador para encontrar seus colegas de equipe livres."

### Basquete
Spencer usou sua elegibilidade de ano de graduação para jogar basquete na Universidade do Noroeste, onde teve médias de 10,4 pontos, 4,1 rebotes e 3,9 assistências.

## Carreira profissional

### Lacrosse
Ele foi selecionado pelo Archers Lacrosse Club como a primeira escolha geral no draft universitário da Premier Lacrosse League de 2019, mas optou por não jogar para seguir sua carreira no basquete.

### Basquetebol

#### Hamburg Towers (2021)
Após o cancelamento do restante da temporada de graduação em Northwestern devido à pandemia de COVID-19, Spencer juntou-se ao Hamburg Towers na Alemanha, onde teve médias de 9,2 pontos e 3,6 rebotes em cinco jogos.

#### Capital City Go-Go (2021–2022)
Em outubro de 2021, Spencer assinou com o Capital City Go-Go da G-League.

#### Golden State / Santa Cruz Warriors (2022–presente)
Em julho de 2022, ele assinou um contrato com o Golden State Warriors. Em outubro de 2022, ele entrou no elenco de treinamento do Santa Cruz Warriors. Em novembro de 2023, ele voltou ao Santa Cruz e em fevereiro de 2024, assinou um contrato de duas vias com o Golden State. Ele fez sua estreia na NBA em 25 de fevereiro de 2024 contra o Denver Nuggets.

## Estatísticas da carreira

### NBA

#### Temporada regular
| Ano     | Equipe       | PJ | PT | MPJ | AP   | 3P   | LL | RT | AS | BR | TO | PPJ |
| ------- | ------------ | -- | -- | --- | ---- | ---- | -- | -- | -- | -- | -- | --- |
| 2023–24 | Golden State | 6  | 0  | 4.3 | .500 | .000 | —  | .7 | .8 | .0 | .0 | .7  |

### Universitário
| Ano     | Equipe       | PJ | PT | MPJ  | AP   | 3P   | LL   | RT  | AS  | BR | TO | PPJ  |
| ------- | ------------ | -- | -- | ---- | ---- | ---- | ---- | --- | --- | -- | -- | ---- |
| 2019–20 | Northwestern | 31 | 29 | 29.4 | .436 | .235 | .815 | 4.1 | 3.9 | .8 | .2 | 10.4 |

## Vida pessoal
O irmão mais novo de Spencer, Cam, jogou basquete universitário por Loyola University Maryland, Rutgers e pela Universidade de Connecticut, com quem venceu o campeonato nacional de 2024. Ele foi selecionado pelo Detroit Pistons como a 53ª escolha do draft da NBA de 2024 antes de seus direitos serem trocados para o Memphis Grizzlies.

## Links externos
- Biografia do Loyola Greyhounds
- Biografia dos Northwestern Wildcats